# Von der Heydt
 (février 2021).
La mise en forme du texte ne suit pas les recommandations de Wikipédia : il faut le « wikifier ».
Les points d'amélioration suivants sont les cas les plus fréquents. Le détail des points à revoir est peut-être précisé sur la page de discussion.
- Les titres sont pré-formatés par le logiciel. Ils ne sont ni en capitales, ni en gras.
- Le texte ne doit pas être écrit en capitales (les noms de famille non plus), ni en gras, ni en italique, ni en « petit »…
- Le gras n'est utilisé que pour surligner le titre de l'article dans l'introduction, une seule fois.
- L'italique est rarement utilisé : mots en langue étrangère, titres d'œuvres, noms de bateaux, etc.
- Les citations ne sont pas en italique mais en corps de texte normal. Elles sont entourées par des guillemets français : « et ».
- Les listes à puces sont à éviter, des paragraphes rédigés étant largement préférés. Les tableaux sont à réserver à la présentation de données structurées (résultats, etc.).
- Les appels de note de bas de page (petits chiffres en exposant, introduits par l'outil «  Source ») sont à placer entre la fin de phrase et le point final[comme ça].
- Les liens internes (vers d'autres articles de Wikipédia) sont à choisir avec parcimonie. Créez des liens vers des articles approfondissant le sujet. Les termes génériques sans rapport avec le sujet sont à éviter, ainsi que les répétitions de liens vers un même terme.
- Les liens externes sont à placer uniquement dans une section « Liens externes », à la fin de l'article. Ces liens sont à choisir avec parcimonie suivant les règles définies. Si un lien sert de source à l'article, son insertion dans le texte est à faire par les notes de bas de page.
- La présentation des références doit suivre les conventions bibliographiques. Il est recommandé d'utiliser les modèles {{Ouvrage}}, {{Chapitre}}, {{Article}}, {{Lien web}} et/ou {{Bibliographie}}. Le mode d'édition visuel peut mettre en forme automatiquement les références.
- Insérer une infobox (cadre d'informations à droite) n'est pas obligatoire pour parachever la mise en page.

Pour une aide détaillée, merci de consulter Aide:Wikification.
Si vous pensez que ces points ont été résolus, vous pouvez retirer ce bandeau et améliorer la mise en forme d'un autre article.
 (février 2021).
Si vous disposez d'ouvrages ou d'articles de référence ou si vous connaissez des sites web de qualité traitant du thème abordé ici, merci de compléter l'article en donnant les références utiles à sa vérifiabilité et en les liant à la section « Notes et références ».
Von der Heydt est un siège minier qui a exploité le charbon, entre 1850 et 1932, et situé à mi-chemin entre Rastpfuhl (quartier nord de l'agglomération de Sarrebruck) et la petite ville de Riegelsberg (plus au nord). Initialement ce siège appartenait à cette ville. C'est une clairière, dans la forêt houillère de la Sarre, qui appartient aujourd'hui à la commune de Sarrebruck.

## Exploitation minière
Le charbon était exploité dans la partie supérieure de la vallée de la Burbach, site d'une mine, depuis au moins 1770.Mais le grand développement date de 1850. La mine a alors pris le nom du banquier et ministre prussien du commerce et des finances August Freiherr von der Heydt (1801-1874).
Elle a été établie en 1850, le long d'une voie ferroviaire construite par le Trésor minier prussien. En 1852, une liaison ferroviaire vers St. Johann-Saarbrücken a été établie.
La galerie de la mine, qui menait au nord-ouest et était longue d'environ 1,3 kilomètre, a été ouverte en 1850. En 1862, pour la première fois en Europe, le transport par corde horizontale a été utilisé dans cette galerie ; auparavant, le transport se faisait par des chevaux. Une autre galerie a été ouverte en 1853, et utilisée pour exploiter la fosse de Lampennest, située au nord de la vallée. Entre 1855 et 1862, d'autres bretelles d'accès et puits ont été construits. Entre 1865 et 1869, le transport par câble a également été utilisé à Burbach, enfin, entre 1873 et 1917, les charbons ont été transportés par un chemin de fer à chaîne. En 1885, la mine employait 2 777 mineurs ; plus de 700 000 tonnes de charbon ont été produites. 
Plusieurs autres puits d'extraction et de ventilation ont encore été foncés, entre 1884 et 1886, à partir de 1901 et sous administration française, après 1920 (puits Pasteur). La Grande Dépression (1929), a sonné le glas de l'indépendance de ce siège minier.
Certaines parties de la mines sont restées en usage jusqu'en 1963, pour les mines voisines, notamment le transport par cable. Le démantèlement a eu lieu vers 1965, de la plupart des installations de surface, sauf l'usage des voies ferrées encore jusque dans les années 90.
Au début, beaucoup de mineurs venant parfois de villages éloignés de 30 kilomètres, restaient sur le carreau de la mine 6 jours par semaine, selon un rapport de 1854, 160 travailleurs dormaient sur des sacs de paille, entassés les uns contre les autres, de sorte que "toutes ces personnes ne peuvent pas utiliser ce pauvre camp". Pour aller à la mine, ils empruntaient souvent les chemins des mineurs, des chemins souvent en ligne droite entre la mine et les villages environnants. Ils étaient appelés "Saargänger", "Ranzenmänner" ou "Hartfüßer.
À partir de 1855, 400 des 1583 mineurs employés à la mine de Von der Heydt ont pu dormir dans deux cabanes temporaires. En 1856, la cité de mineurs Pflugscheid a été fondée ; elle fait aujourd'hui partie de la municipalité de Riegelsberg.

## Les cités
Une cité pour le logement des mineurs et des fonctionnaires à côté de la mine s'est développée à partir des années 1870. En 1875, le Dortoir I fut achevé ; un bâtiment de deux étages d'une superficie de 70 mètres sur 19, avec une façade en grès rouge et un fronton central soulignant la symétrie du bâtiment, qui abritait 250 mineurs. Le bâtiment, construit à un coût d'environ 250 000 marks, est considéré comme le prototype des autres dortoirs qui ont été construits sous une forme similaire dans d'autres mines de la Sarre.
Un second dortoir pour 288 mineurs a été construit entre 1886 et 1890.
Entre 1870 et 1905, une cité de fonctionnaires a été construite sur le versant est de la vallée du Burbach. Les différents types de maisons reflètent la hiérarchie des fonctionnaires de la mine : Le directeur de la mine disposait depuis 1905 d'une villa au milieu d'un complexe semblable à un parc. Pour les hauts fonctionnaires, des bâtiments massifs de deux étages en grès ont été réservés pour deux familles. Pour les fonctionnaires ordinaires, on érigeait des maisons de plain-pied en briques rouges, qui se distinguaient par leur ameublement des maisons de luxe des cités de mineurs, mais qui, comme les maisons des ouvriers, disposaient d'une dépendance pour héberger un cochon.
Une coopérative a été fondée en 1868 pour fournir les travailleurs qui passaient la nuit à la mine. Depuis 1876, un "casino de fonctionnaires" avec un bar, une salle de lecture et une salle de billard avait été installé dans le Schlafhaus I (dortoir). En outre, il y avait une piste de bowling, un petit pavillon de musique pour les concerts du dimanche et une "cave à bière". L'entrée de la cave à bière s'appuie dans son architecture sur une entrée de galerie et est comptée parmi les "plus richement conçues dans l'industrie minière allemande".
En 1905, la colonie, y compris les résidents des dortoirs, comptait 595 habitants ; pour lesquels un établissement de bains était disponible à partir de 1906. Le tramway interurbain de St. Johann à Heusweiler, via Riegelsberg, ouvert en 1907, est également dû à l'initiative du directeur de la mine de Von der Heydt. Un arrêt à Heinrichshaus, à environ 800 mètres à l'est de la mine, permettait aux mineurs du Köllertal de se rendre plus facilement au travail.
Pendant le mandat de la Société des Nations sur la région de la Sarre (1920-1935), il y avait une école domaniale dans la cité.

## Usages successifs
Après la fermeture de la mine en 1932, un restaurant d'excursion avec un jardin de bière a été créé dans l'ancien casino des fonctionnaires, qui a duré jusqu'aux années 1980. À partir de 1939, la cité a appartenu à la nouvelle municipalité de Riegelsberg.
Après le transfert du pouvoir aux nationaux-socialistes en 1933, les dortoirs ont été un camp de réfugiés du Reich allemand jusqu'à l'annexion de la région de la Sarre à l'Allemagne en 1935. Le camp était géré par la Société pour la paix en Sarre et la Ligue des droits de l'homme dans la région de la Sarre et servait de camp de transit pour les émigrants en route vers la France. Heinrich et Marta Rodenstein y ont vécu en 1933/1934 avant de s'exiler en France en janvier 1935.
Après 1935, les dortoirs ont abrité une "école de cadres". Pendant la Seconde Guerre mondiale, les dortoirs ont servi de camp pour les travailleurs orientaux (Polonais) qui ont été contraints d'effectuer des travaux forcés dans les mines environnantes. Certains des travailleurs forcés, ainsi que des enfants nés dans le camp, ont péri ; ils ont été enterrés à Riegelsberg.
Les plans de la Saarbergwerke pour l'extension de la cité, en 1968, n'ont pas été réalisés, par crainte des dégâts miniers, d'une évacuation inadéquate des eaux usées et d'un climat de terrain défavorable dans l'étroite vallée. En 1969, le dortoir II a été partiellement démoli ; une aile du bâtiment, qui abritait une chapelle catholique depuis 1923, est restée.
Avec la réforme territoriale et administrative de la Sarre en 1974, Von der Heydt a été transféré de la municipalité de Riegelsberg (district de Güchenbach) à la capitale du Land de Sarrebruck (district de Malstatt-Burbach) et forme le district 244 dans le district de Burbach. Le district a une superficie de 455 ha (4,55 km²), dont 89,2% de forêt.
Une vente de la cité à la ville de Sarrebruck, demandée par Saarbergwerke, ne s'est pas concrétisée. Dans la seconde moitié des années 1970, les maisons des cités, sur le côté ouest de la vallée, ont été démolies ; le nombre de résidents est passé de 288 (1970) à 100 (1988) et à 73 (novembre 2008).
L'abandon prévu de l'ensemble de la cité a suscité des protestations de la part des habitants, ce qui a permis à Von der Heydt d'être classé monument historique en 1985.

Selon le Landesdenkmalamt (Office national pour la préservation des monuments historiques), il s'agit d'une "colonie minière authentiquement préservée, composée de maisons dortoirs et de maisons de rapport, y compris les dépendances associées" ; l'entrée de la cave à bière est particulièrement mise en valeur. Les maisons dortoirs sont actuellement utilisées par l'Office national de la Sarre pour la topographie, la géoinformation et l'aménagement du territoire, ainsi que par l'entreprise publique SaarForst.